# Доронин, Эдуард Игоревич
Эдуард Игоревич Доро́нин (23 марта 1975) — российский футболист, выступавший на позиции полузащитника и нападающего. Сыграл 8 матчей в российской высшей лиге.

## Карьера
В 1994 году провёл 4 матча за «Нефтяник» Похвистнево в третьей лиге. В 1995 году перешёл в нижегородский «Локомотив». За клуб в чемпионате России дебютировал 30 августа того года в выездном матче 23-го тура против «Ростсельмаша», выйдя после перерыва на замену Андрея Лебедева. В том же сезоне выступал за вторую команду тольяттинской «Лады». В 1996 году провёл 8 матчей за клуб в высшей лиге. Профессиональную карьеру завершил в 1998 году в «Анапе».